# Académie Colarossi
L'Académie Colarossi era una scuola d'arte fondata dallo scultore italiano Filippo Colarossi, originario di Picinisco (Frosinone) e trasferitosi in Francia nel 1855, che si trovava al numero 10 della rue de la Grande-Chaumiere nel VI arrondissement di Parigi.
L'accademia era stata creata nel XIX secolo come alternativa all'École nationale supérieure des beaux-arts, la scuola ufficiale, divenuta troppo conservatrice agli occhi di molti promettenti giovani artisti del tempo.
Insieme all'Académie Julian, l'accademia Colarossi accettava studentesse e permetteva loro di dipingere modelli maschili nudi. Rinomata per la sua classe di scultura dal vivo, la scuola attirò nel tempo un gran numero di studenti stranieri, molti dei quali dagli Stati Uniti.
Poco tempo dopo che Madame Colarossi ebbe bruciato i registri scolastici come rappresaglia alle infedeltà del marito, la scuola chiuse intorno al 1930.

Alcuni degli artisti che sono stati studenti all'Académie sono Alfons Mucha, Jeanne Hébuterne, Edith Oenone Somerville e Camille Claudel.

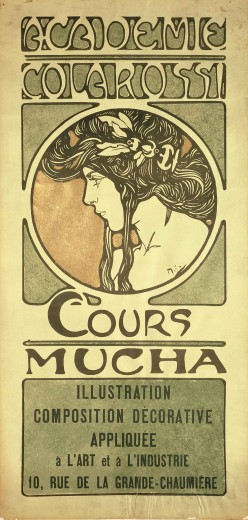